# Felixhöhe
Felixhöhe war ein Wohnplatz in der preußischen Provinz Pommern. Er liegt heute wüst im Gebiet der Woiwodschaft Westpommern in Polen.
Die Wüstung liegt in Hinterpommern, etwa 50 Kilometer südöstlich von Stettin und etwa 12 Kilometer südöstlich der Kreisstadt Pyritz.
Felixhöhe wurde als Vorwerk des Rittergutes Prillwitz wohl um 1900 angelegt. In Heinrich Berghaus’ Landbuch (1868) ist es noch nicht erwähnt, im Jahre 1910 wurden in Felixhöhe 8 Einwohner gezählt. Felixhöhe lag etwa 5 km südwestlich von Prillwitz nördlich des Prillwitzer Forstes und gehörte zum Gutsbezirk Prillwitz.
Später wurde Felixhöhe mit dem Gutsbezirk Prillwitz in die Landgemeinde Prillwitz eingemeindet. Bis 1945 bildete Felixhöhe einen Ortsteil der Gemeinde Prillwitz und gehörte mit dieser zum Landkreis Pyritz in der preußischen Provinz Pommern.
Nach dem Zweiten Weltkrieg kam Felixhöhe, wie ganz Hinterpommern, an Polen. Heute liegt Felixhöhe wüst im Gebiet der Gmina Przelewice in der Woiwodschaft Westpommern.